# بونهام
بونهام (بالإنجليزية: Bonham)‏ هي مدينة أمريكية تقع في ولاية تكساس.تبلغ مساحة هذه المدينة 24.2 (كم²)،ويبلغ عدد سكانها 10127 نسمة حسب إحصاء سنة 2010 م.

## التركيبة السكانية
حدّد مكتب تعداد الولايات المتحدة بيانات التركيبة السكانية لبونهام في تعداد الولايات المتحدة. في ما يلي، التركيبة السكانية حسب تعدادي 2000 و2010.

### تعداد عام 2000
بلغ عدد سكان بونهام 9,990 نسمة بحسب تعداد عام 2000، وبلغ عدد الأسر 2,884 أسرة وعدد العائلات 1,849 عائلة مقيمة في المدينة. في حين سجلت الكثافة السكانية 392.2 نسمة لكل كيلومتر مربع (1,015.8/ميل2). وبلغ عدد الوحدات السكنية 3,381 وحدة بمتوسط كثافة قدره 132.7 لكل كيلومتر مربع (343.7/ميل2).
وتوزع التركيب العرقي للمدينة بنسبة 76.27% من البيض و16.77% من الأمريكيين الأفارقة و0.84% من الأمريكيين الأصليين و0.48% من الأمريكيين ذوي الأصول الآسيوية و0.03% من سكان جزر المحيط الهادئ و4.22% من الأعراق الأخرى و1.39% من عرقين مختلطين أو أكثر و8.75% من الهسبانيون أو اللاتينيون من أي عرق.
بلغ عدد الأسر 2,884 أسرة كانت نسبة 32.8% منها لديها أطفال تحت سن الثامنة عشر تعيش معهم، وبلغت نسبة الأزواج القاطنين مع بعضهم البعض 44.9% من أصل المجموع الكلي للأسر، ونسبة 14.9% من الأسر كان لديها معيلات من الإناث دون وجود شريك، بينما كانت نسبة 4.2% من الأسر لديها معيلون من الذكور دون وجود شريكة وكانت نسبة 35.9% من غير العائلات. تألفت نسبة 31.7% من أصل جميع الأسر من عدة أفراد يعيشون في نفس المنزل ونسبة 16.6% كانت تتألف من شخص يعيش بمفرده يبلغ من العمر 65 عاماً أو أكثر. وبلغ متوسط حجم الأسرة المعيشية 2.37، أما متوسط حجم العائلات فبلغ 2.98.
بلغ العمر الوسطي للسكان 36.2 عاماً. وكانت نسبة 17.4% من القاطنين تحت سن الثامنة عشر، وكانت نسبة 6.1% بين الثامنة عشر والرابعة والعشرين عاماً، ونسبة 17.4% كانت واقعةً في الفئة العمرية ما بين الخامسة والعشرين والرابعة والأربعين عاماً، ونسبة 15.2% كانت ما بين الخامسة والأربعين والرابعة والستين، ونسبة 12.5% كانت ضمن فئة الخامسة والستين عاماً فما فوق. يوجد لكل 100 أنثى 88.9 ذكر، ويوجد لكل 100 أنثى في الثامنة عشر من عمرها فما فوق 84.1 ذكر.
بلغ متوسط دخل الأسرة في المدينة 26,131 دولارًا، أما متوسط دخل العائلة فبلغ 35,721 دولارًا. وكان متوسط دخل الذكور 26,035 دولارًا مقابل 21,897 دولارًا للإناث. وسجل دخل الفرد الخاص بالمدينة 11,840 دولارًا. وكانت نسبة 12.6% من العائلات ونسبة 18.1% من السكان تحت خط الفقر، وكان من هؤلاء نسبة 23% تحت سن الثامنة عشر ونسبة 18.8% في الخامسة والستين من العمر وما فوق.

### تعداد عام 2010
بلغ عدد سكان بونهام 10,127 نسمة بحسب تعداد عام 2010، وبلغ عدد الأسر 2,959 أسرة وعدد العائلات 1,861 عائلة مقيمة في المدينة. في حين سجلت الكثافة السكانية 397.6 نسمة لكل كيلومتر مربع (1,029.8/ميل2). وبلغ عدد الوحدات السكنية 3,411 وحدة بمتوسط كثافة قدره 133.9 لكل كيلومتر مربع (346.8/ميل2).
وتوزع التركيب العرقي للمدينة بنسبة 75.39% من البيض و14.81% من الأمريكيين الأفارقة و0.97% من الأمريكيين الأصليين و0.44% من الأمريكيين ذوي الأصول الآسيوية و0.01% من سكان جزر المحيط الهادئ و6.60% من الأعراق الأخرى و1.78% من عرقين مختلطين أو أكثر و15.40% من الهسبانيون أو اللاتينيون من أي عرق.
بلغ عدد الأسر 2,959 أسرة كانت نسبة 33.6% منها لديها أطفال تحت سن الثامنة عشر تعيش معهم، وبلغت نسبة الأزواج القاطنين مع بعضهم البعض 41.3% من أصل المجموع الكلي للأسر، ونسبة 15.2% من الأسر كان لديها معيلات من الإناث دون وجود شريك، بينما كانت نسبة 6.4% من الأسر لديها معيلون من الذكور دون وجود شريكة وكانت نسبة 37.1% من غير العائلات. تألفت نسبة 32.1% من أصل جميع الأسر من عدة أفراد يعيشون في نفس المنزل ونسبة 16.4% كانت تتألف من شخص يعيش بمفرده يبلغ من العمر 65 عاماً أو أكثر. وبلغ متوسط حجم الأسرة المعيشية 2.43، أما متوسط حجم العائلات فبلغ 3.05.
بلغ العمر الوسطي للسكان 36.7 عاماً. وكانت نسبة 18.4% من القاطنين تحت سن الثامنة عشر، وكانت نسبة 11.6% بين الثامنة عشر والرابعة والعشرين عاماً، ونسبة 31.3% كانت واقعةً في الفئة العمرية ما بين الخامسة والعشرين والرابعة والأربعين عاماً، ونسبة 23.5% كانت ما بين الخامسة والأربعين والرابعة والستين، ونسبة 15.1% كانت ضمن فئة الخامسة والستين عاماً فما فوق. وتوزع التركيب الجنسي للسكان بنسبة 60.7% ذكور و39.3% إناث.

## أعلام
- ستيفن فلاورز
- روبرتا دود كروفورد
- إرفين إي. سميث
- تيد بلانكنشيب
- جيري مور
- بي. أ. ويلسون
- قاي بي. غاردنر
- جون وايتهيد